# Velika nagrada Rima 1930
Velika nagrada Rima 1930 je bila osma neprvenstvena dirka v sezoni Velikih nagrad 1930. Odvijala se je 25. maja 1930 na italijanskem uličnem dirkališču Tre Fontane v Rimu. 

## Prijavljeni dirkači
| Št. | Dirkač                      | Moštvo                     | Konstruktor   | Šasija               | Motor  |
| --- | --------------------------- | -------------------------- | ------------- | -------------------- | ------ |
| 2   | Luigi Arcangeli             | Officine Alfieri Maserati  | Maserati      | Maserati 26M         | 2.5 L8 |
| 4   | Louis Chiron                | Automobiles Ettore Bugatti | Bugatti       | Bugatti T35B         | 2.3 L8 |
| 6   | Clemente Biondetti          | Scuderia Materassi         | Talbot        | Talbot 700           | 1.5 L8 |
| 8   | Pietro Nicolotti            | Privatnik                  | Alfa Romeo    | Alfa Romeo 6C 1500   | 1.5 L6 |
| 10  | Cleto Nenzioni              | Privatnik                  | Maserati      | Maserati 26B         | 2.1 L8 |
| 12  | Luigi Fagioli               | Officine Alfieri Maserati  | Maserati      | Maserati 26          | 1.7 L8 |
| 14  | Fritz Caflisch              | Privatnik                  | Mercedes-Benz | Mercedes-Benz SS     | 7.1 L6 |
| 16  | Achille Varzi               | SA Alfa Romeo              | Alfa Romeo    | Alfa Romeo P2        | 2.0 L8 |
| 18  | Giuseppe Campari            | Scuderia Ferrari           | Alfa Romeo    | Alfa Romeo 6C 1750GS | 1.8 L6 |
| 20  | Arrigo Sartorio             | Privatnik                  | Maserati      | Maserati 26          | 1.5 L8 |
| 22  | Mario Tadini                | Scuderia Ferrari           | Alfa Romeo    | Alfa Romeo 6C 1750GS | 1.8 L6 |
| 24  | Heinrich-Joachim von Morgen | German Bugatti Team        | Bugatti       | Bugatti T35B         | 2.3 L8 |
| 26  | Emil Frankl                 | Privatnik                  | Steyr         | Steyr 4.5 Liter      | 4.5 L6 |
| 28  | Tazio Nuvolari              | SA Alfa Romeo              | Alfa Romeo    | Alfa Romeo P2        | 2.0 L8 |
| 30  | Guy Bouriat                 | Automobiles Ettore Bugatti | Bugatti       | Bugatti T35B         | 2.3 L8 |
| 32  | Cesare Renzi                | Privatnik                  | Bugatti       | Bugatti T37A         | 1.5 L8 |
| 34  | Cesare Pastore              | Privatnik                  | Maserati      | Maserati 26B         | 2.1 L8 |
| 36  | Colonna de Stigliano        | Privatnik                  | Alfa Romeo    | Alfa Romeo 6C 1750   | 1.8 L6 |
| ?   | Filippo Sartorio            | Privatnik                  | Alfa Romeo    | Alfa Romeo 6C 1750   | 1.5 L6 |
| ?   | Arrigo Nenzioni             | Privatnik                  | Maserati      | Maserati 26          | 1.5 L8 |
| ?   | William Grover-Williams     | Automobiles Ettore Bugatti | Bugatti       | Bugatti T35B         | 2.3 L8 |
| ?   | ?                           | Scuderia Ferrari           | Alfa Romeo    | Alfa Romeo P2        | 2.0 L8 |
| ?   | ?                           | Scuderia Ferrari           | Alfa Romeo    | Alfa Romeo 6C 1500   | 1.5 L6 |

## Štartna vrsta
|                      |                        | Arcangeli Maserati |
| Chiron Bugatti       |                        |                    |
| Biondetti Talbot     |                        |                    |
|                      |                        |                    |
|                      | Nicolotti Alfa Romeo   |                    |
| C. Nenzioni Maserati |                        |                    |
| Fagioli Maserati     |                        |                    |
|                      |                        |                    |
|                      | Caflisch Mercedes-Benz |                    |
| Varzi Alfa Romeo     |                        |                    |
| Campari Alfa Romeo   |                        |                    |
|                      |                        |                    |
|                      | A. Sartorio Maserati   |                    |
| Tadini Alfa Romeo    |                        |                    |
| von Morgen Bugatti   |                        |                    |
|                      |                        |                    |
|                      | Nuvolari Alfa Romeo    |                    |
| Bouriat Bugatti      |                        |                    |
| Renzi Bugatti        |                        |                    |
|                      |                        |                    |

## Dirka
| Poz | Št | Dirkač                      | Dirkalnik            | Krogi | Čas/Odstop      | Št. m. |
| --- | -- | --------------------------- | -------------------- | ----- | --------------- | ------ |
| 1   | 2  | Luigi Arcangeli             | Maserati 26M         | 20    | 1:56:37,8       | 1      |
| 2   | 30 | Guy Bouriat Louis Chiron    | Bugatti T35B         | 20    | +1,8 s          | 14     |
| 3   | 24 | Heinrich-Joachim von Morgen | Bugatti T35B         | 20    | +7:47,0         | 12     |
| 4   | 6  | Clemente Biondetti          | Talbot 700           | 20    | +10:26,2        | 3      |
| 5   | 18 | Giuseppe Campari            | Alfa Romeo 6C 1750GS | 20    | +10:41,6        | 9      |
| 6   | 14 | Fritz Caflisch              | Mercedes-Benz SSK    | 20    | +14:34,4        | 7      |
| 7   | 22 | Mario Tadini                | Alfa Romeo 6C 1750GS | 20    | +22:31,4        | 11     |
| 8   | 32 | Cesare Renzi                | Bugatti T35C         | 20    | +24:38,6        | 15     |
| NC  | 8  | Pietro Nicolotti            | Alfa Romeo 6C 1500   | 20    | Prepočasen      | 4      |
| Ods | 12 | Luigi Fagioli               | Maserati 26          | 19    | Zadnje vpetje   | 6      |
| Ods | 28 | Tazio Nuvolari              | Alfa Romeo P2        | 19    | Bat             | 13     |
| NC  | 20 | Arrigo Sartorio             | Maserati 26          | 18    | +2 kroga        | 10     |
| Ods | 10 | Cleto Nenzioni              | Maserati 26          | 12    |                 | 5      |
| Ods | 16 | Achille Varzi               | Alfa Romeo P2        | 6     | Sklopka         | 8      |
| Ods | 4  | Louis Chiron                | Bugatti T35B         | 2     | Motor           | 2      |
| DNS | ?  | Filippo Sartorio            | Alfa Romeo 6C 1500   |       |                 |        |
| DNS | ?  | William Grover-Williams     | Bugatti T35B         |       | Rezervni dirkač |        |
| DNA | 26 | Emil Frankl                 | Steyr 4.5 Liter      |       |                 |        |
| DNA | 34 | Cesare Pastore              | Maserati 26B         |       |                 |        |
| DNA | 36 | Colonna de Stigliano        | Alfa Romeo 6C 1750   |       |                 |        |
| DNA | ?  | Arrigo Nenzioni             | Maserati 26          |       |                 |        |
| DNA | ?  | ?                           | Alfa Romeo P2        |       |                 |        |
| DNA | ?  | ?                           | Alfa Romeo 6C 1500   |       |                 |        |